# 利文斯頓 (西洛錫安)
利文斯頓（英語：Livingston）是位於英國蘇格蘭西洛錫安的最大城鎮。利文斯頓是蘇格蘭在二戰後興建的14座新市鎮之一，設計於1962年。2011年時，利文斯頓的人口已經增加至56,269人。利文斯頓體育發達，擁有自己的板球、橄欖球，和足球隊：利文斯頓足球俱樂部，蘇格蘭足球冠軍聯賽球隊之一。

## 外部連結
- West Lothian Business Portal（页面存档备份，存于）
- Livingstoni Community site for Livingston（页面存档备份，存于）
- Livingston Information Site（页面存档备份，存于）
- West Lothian Archaeological Trust（页面存档备份，存于）